# Jörg-Wilhelm Oestmann
Jörg-Wilhelm Oestmann (* 15. Mai 1956 in Hann. Münden) ist ein deutscher Radiologe und Hochschullehrer an der Charité Berlin.

## Leben
Jörg-Wilhelm Oestmann absolvierte 1975 das Abitur am Gymnasium am Wall Verden. Danach begann er ein Studium der Medizin an der Medizinischen Hochschule Hannover, welches er 1982 erfolgreich abschloss. Im Februar 1984 schloss er dort seine Doktorarbeit mit dem Titel „Serumenzyme bei Morbus Crohn und Colitis ulcerosa im akuten Schub“ ab. Im November 1991 habilitierte er sich schließlich zum Thema „Bestimmung und Vergleich der diagnostischen Bildqualität in der digitalen Radiographie“, ebenfalls an der Medizinischen Hochschule Hannover.
Oestmann leistete seinen Wehrdienst als Arzt bei Luftwaffe und Heer von 1981 bis 1982, unter anderem im Bundeswehrkrankenhaus München und in Braunschweig. An der Medizinischen Hochschule Hannover wurde er zum Radiologen ausgebildet (unter Hans-Stephan Stender und Michael Galanski). Von 1986 bis 1988 ging er für einen Aufenthalt als Forschungsstipendiat an das Massachusetts General Hospital der Harvard Medical School nach Boston. Dort forschte er, unterstützt durch Stipendien von der Deutschen Forschungsgemeinschaft und Toshiba, unter anderem mit Reginald Edward Greene und Daniel Kopans zur digitalen Radiographie. Nach seiner Rückkehr nach Europa arbeitete und forschte er von 1991 bis 1993 in der Neuroradiologie und Diagnostischen Radiologie an der Rijksuniversiteit Leiden. Nach Stationen als Professor und leitender Oberarzt am Universitätsklinikum der Georg-August-Universität Göttingen wurde er im Jahr 1999 an der Charité Berlin leitender Oberarzt.
An der Charité leitete Jörg-Wilhelm Oestmann bis 2022 die Abteilung für Innere Radiologie am Campus Mitte. Er ist Mitglied des  Aufsichtsrates. Von 1999 bis 2017 fungierte Oestmann als Mitglied und schließlich Vorsitzender der Promotionskommission der Charité. 2011 erhielt seine Forschungsgruppe den Max-Rubner-Preis der Stiftung Charité (nicht zu verwechseln mit dem Max-Rubner-Preis der Deutschen Gesellschaft für Ernährung) für die Projektierung der Promotionsumgebung an der Charité. Er leitete die Promotionsumgebung Certified Science Training  und hält weiterhin prüfungsvorbereitende Seminare. Seine Lehrbücher zur Radiologie wurden in mehrere Sprachen übersetzt.

## Schriften (Auswahl)
- Radiologie. Ein fallorientiertes Lehrbuch. Thieme, Stuttgart 2005, ISBN 3-13-126752-6.
- Die 50 wichtigsten Fälle Bildgebende Verfahren, Urban & Fischer, München 2014, ISBN 978-3-437-41709-2.
- (mit Annika Franziska Sabine Podewski und Elke Zimmermann) Das mündliche Examen (MEX). Bildgebende Verfahren in der Medizin. Urban & Fischer, München 2023, ISBN 3-437-41079-2.

## Mitgliedschaften
- seit 1985: Deutsche Röntgengesellschaft
- seit 1986: Radiological Society of North America

## Privates
Jörg-Wilhelm Oestmann ist mit Elsbeth Oestmann verheiratet, die ebenfalls an der Charité tätig ist. Das Ehepaar hat zwei Kinder.